# Haroldo Corrêa de Mattos
Haroldo Corrêa de Mattos (Engenheiro Paulo de Frontin, 10 de fevereiro de 1923 - Rio de Janeiro, 15 de junho de 1994) foi um militar e político brasileiro.
Foi ministro das Comunicações no governo João Figueiredo, de 15 de março de 1979 a 15 de março de 1985.
No período em que foi ministro, houve a mudança de concessões das redes Tupi e Excelsior (que fechou em 1970), para as redes Manchete e TVS, atuais RedeTV! e SBT.

## Biografia
Haroldo Correia de Matos era filho de Bernardino Correia de Matos e de Araci Tofani de Matos.
Estudou no Colégio Militar do Rio de Janeiro e a Escola Militar do Realengo, formando-se engenheiro eletricista em 1951 pela Escola Técnica do Exército, atual Instituto Militar de Engenharia (IME). 
Foi diretor da  Empresa Brasileira de Telecomunicações (Embratel), de 1965 a 1967. Presidiu a Empresa Brasileira de Correios e Telégrafos (ECT), de 1969 a 1974, quando a empresa passou por um processo de modernização.
Durante a sua gestão no ministério, em julho de 1980, o governo federal extinguiu a concessão de sete emissoras da Rede Associada (TVs Tupi de São Paulo e do Rio; Itacolomi, de Belo Horizonte; Piratini, de Porto Alegre; Marajoara, de Belém; Rádio Clube, do Recife, e Rádio Ceará, de Fortaleza). 
Morreu no Rio de Janeiro no dia 15 de junho de 1994. Era casado com Zaira Correia de Matos, com quem teve dois filhos.